# 2168 Swope
2168 Swope là một tiểu hành tinh được phát hiện tại ở Đài thiên văn Goethe Link gần Brooklyn, Indiana bởi Chương trình tiểu hành tinh Indiana. Nó được đặt theo tên nhà thiên văn học Hoa Kỳ Henrietta Hill Swope.